# کرم سفید ریشه
کرم سفید ریشه (نام علمی: Polyphylla olivieri) یکی از انواع سرگین‌چرخانان و یکی از آفات گل رز و انار است.

این حشره در بیشتر مناطق ایران وجود دارد.

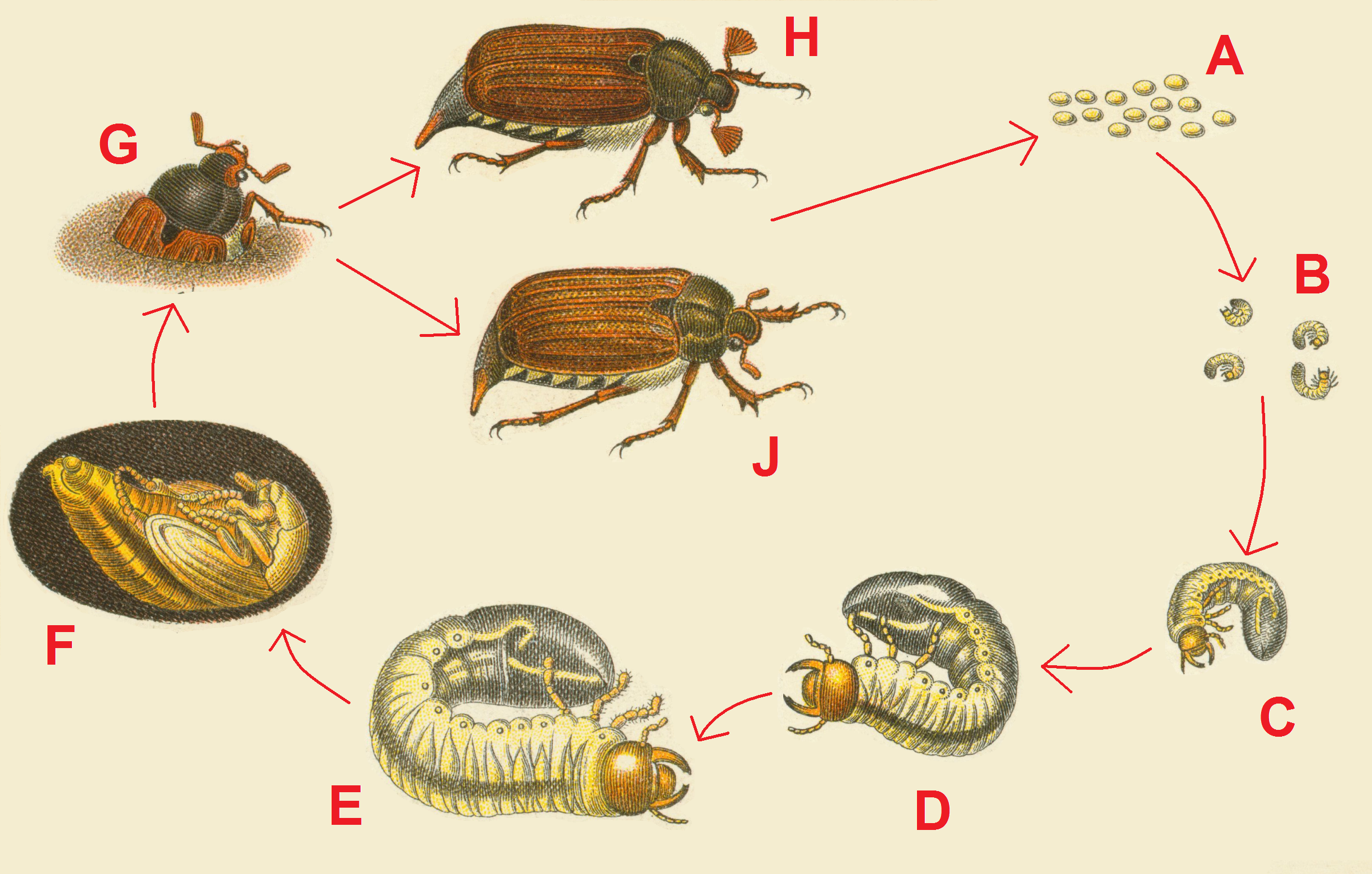
سیکل زندگی

این حشره از ریشه گیاهان مختلفی تغذیه می‌نماید. از این جهت می‌توان به گیلاس، گلابی، سیب، به، هلو، گوجه، آلو، زردآلو، آلبالو، انار، مو، تاج خروس وحشی، گونه‌های Chenopodium، خیار، بادمجان، لوبیاسبز، کدو، سیب‌زمینی، یاس بنفش، برگ بو، برگ نو، گلایول، چمن، تبریزی، بید و نارون اشاره نمود.
زیست‌شناسی
این حشره طول یک نسل را در 3 سال طی می‌کند. در شرایط مساعد تغذیه‌ای و خاک می‌تواند یک نسل را در طی دو سال بگذراند. زمستان را به صورت لارو به سر می‌برد و در بهار سال سوم قبل از آنکه وارد مرحله شفیرگی شود یک محفظه گلی برای خود درست می‌کند و در آنجا تبدیل به شفیره می‌شود (در برخی موارد خانه شفیرگی ساخته نمی‌شود). دوره شفیرگی 17 تا 24 روز می‌باشد.حشرات کامل از دهه سوم خردادماه تا دهه سوم مردادماه بسته به شرایط محیطی منطقه ظاهر می‌گردند. اوج خروج معمولاً در تیرماه است. حشرات کامل برای خروج در خاک سوراخ‌هایی ایجاد و خارج می‌شوند. سپس از برگ درختان مثمر و غیرمثمر تغذیه می‌نمایند. تمام فعالیت‌های حیاتی، تغذیه، جفت‌گیری و تخم‌ریزی در غروب و اوایل شب انجام می‌گیرد.
در روز حشرات کامل بدون هیچ فعالیتی در لابه‌لای شاخ و برگ درختان و جاهای امن به سر می‌برند. جفت‌گیری در اوایل شب و اغلب در روی شاخه‌ها انجام می‌شود. تخم‌ریزی معمولاً چند روز (معمولاً 4 روز) بعد از جفت‌گیری انجام می‌شود. حشره کامل ماده با پاهای جلویی خود زیر خاک رفته و در منطقه‌ای مناسب که غذای کافی برای لاروسن اول وجود دارد تخم‌ریزی می‌کند. تخم‌ها به صورت انفرادی یا دسته‌های تا شش عددی در عمق صفر تا 12 سانتیمتری خاک گذاشته می‌شود. دوره جنینی یا Incobation period در منطقه کرج و شهریار 30 تا 35 روز است. حشره دارای 3 سن لاروی است. لارو سن اول از مواد هوموسی یا ریشه علف‌های هرز و سنین دو و سه لاروی از ریشه درختان تغذیه می‌کنند. لارو در خاک‌های مرطوب فعالیت بیشتری دارد. فعالیت این حشره در سطح باغ لکه‌ای است.
مبارزه
1- جمع‌آوری حشرات کامل از اواخر بهار به بعد
الف‌- جمع‌آوری حشرات در صبح زود به وسیلهٔ تکاندن درختان
ب‌- جمع‌آوری حشرات کامل با کمک نور چراغ
2- از بین بردن علف‌های هرز سطح باغ از علف‌های هرز یکساله و چند ساله چون منبع غذایی خوبی برای لاروهای سن اول است.
3- شخم زمستان و جمع‌آوری لاروها در اسفندماه
4- مبارزه شیمیایی با استفاده از دیازینون (3 تا 3.5 لیتر) و پودر وتابل لیندین 10 کیلو در هکتار به طریق محلول پاشی پای درخت در اوایل بهار و اوایل تابستان. بهتر است بعد از ریختن محلول پای درخت آبیاری سبکی نیز انجام شود.
5-امروزه از باکتری Bacillus popilliae علیه این آفت استفاده می‌کنند که باعث به وجود آمدن بیماری شیری (Milky disease) در لاروها می‌شود.
6- قارچ Metarrhizium anisopliae نیز روی لاروها تأثیر دارد